# Прилепска галерия за икони
Прилепската галерия за икони (на македонска литературна норма: Прилепска галерија на икони) е музей, разположен в град Прилеп, Република Македония. Разположена е на улица „Републиканска“, близо до църквата „Благовещение Богородично“ и е част от Института за защита на паметниците на културата и музей – Прилеп.

## Описание
Галерията е създадена с решение на Събранието на община Прилеп на 8 октомври 1979 година, когато в състава на Народния музей – Прилеп влиза Мемориалният музей „Кузман Йосифоски – Питу“ с Постоянна изложба Галерия на икони. Като ценност на експонатите, галерията е една от най-представителните в Република Македония. Сбирката съдържа 66 икони от различен формат от църквите и манастирите в Прилепско, както и други музейни експонати, свързани с християнската религия.